# Rivalidades de la selección de fútbol de Croacia
Pese a su corta historia como selección y país independiente, la historia de los croatas consta de muchos más años, en los cuales se fueron forjando rencillas que desembocarían en una rivalidad que trascendería al ámbito deportivo.
Entre ellas destacan dos de ellas, la que mantiene con la selección rusa y en especial la que vive con la selección serbia (ex-Yugoslavia), en la que puede ser considerada como la mayor rivalidad futbolística existente, con un fuerte carácter político e importantes y peligrosos enfrentamientos entre ambos bandos.
Sorprende el hecho de que solo se hayan enfrentado dos veces en el ámbito futbolístico, que han sido suficientes para ser conscientes de la magnitud alcanzada por dicha rivalidad. Los partidos fueron jugados frente a la actual Serbia bajo su denominación de República Federal de Yugoslavia, y su equipo nacional de entonces, la federal republicana selección yugoslava.

## Serbia
Como consecuencia de los conflictos bélicos e históricos por las Guerras de Yugoslavia, la selección croata, así como sus clubes, mantienen una fuerte rivalidad con los equipos y la selección serbia (ex-Yugoslavia), de la que antaño formaban parte, pese a sus intentos por desmarcarse de tal circunstancia. Incluso varios jugarores, previo a la independencia, se vieron obligados a vestir la camiseta yugoslava, antes de que se conformase la selección croata.
La independencia aumentó esa enemistad, y los partidos son considerados de alto riesgo, e incluso como tal vez el más aguerrido enfrentamiento entre selecciones, en una rivalidad forjada por motivos religiosos e históricos que suelen extrapolar a los ámbitos deportivos. A diferencia de otras rivalidades deportivas, y más concretamente futbolísticas, la de yugoslavos y croatas trasciende sobremanera el ámbito deportivo, y está cargado de un fuerte trasfondo político, debido a los recientes acontecimientos vividos., 
El desmembramiento de un país, dejó a los yugoslavos con una cicatriz que aún perdura hoy día, y se vive como una prolongación de aquello en cada disputa futbolística, tratándose del encuentro más politizado en el panorama fubolístico.
- Resumen contra Serbia (ex-Yugoslavia):[5]

| Competición | PJ | G.CRO | E | G.SRB | Gol CRO | Gol SRB |
| ----------- | -- | ----- | - | ----- | ------- | ------- |
| Eurocopa    | 2  | 0     | 2 | 0     | 2       | 2       |
| Resumen (1) | 2  | 0     | 2 | 0     | 2       | 2       |

| PJ: Partidos jugados.      |
| G.CRO: Ganador Croacia.    |
| E: Empate.                 |
| G.SRB: Ganador Serbia.     |
| Gol CRO: Goles de Croacia. |
| Gol SRB: Goles de Serbia.  |

| \| Edición \| Local \| Visitante \| Local \| Visitante \| Notas \| \| --------------------------- \| ------------------ \| --------- \| --------- \| ------------------ \| ---------------------- \| \| Bélgica y Países Bajos 2000 \| R. F. Yugoslavia 0 \| Croacia 0 \| Croacia 2 \| R. F. Yugoslavia 2 \| Fase de clasificación. \| Datos actualizados: 11 de septiembre de 2012. |                    |           |           |                    |                        |
| Edición | Local              | Visitante | Local     | Visitante          | Notas                  |
| Bélgica y Países Bajos 2000 | R. F. Yugoslavia 0 | Croacia 0 | Croacia 2 | R. F. Yugoslavia 2 | Fase de clasificación. |

## Rusia
En menor medida, los croatas también encuentran una rivalidad frente a la selección rusa debido a las inexistentes o complicadas relaciones entre ambos países. Sus enfrentamientos, no llegan a la rivalidad existente con los serbios.